# 서울특별시의 박물관 목록
이 목록은 서울특별시의 박물관과 미술관 일람이다. 다른 지역의 박물관과 미술관은 각 지역별 목록을 참고할 것.

## 국립박물관과 미술관
|                        | 주소                                             |
| ---------------------- | ------------------------------------------------ |
| 국립경찰박물관         | 서울특별시 종로구 송월길 162                     |
| 관세박물관             | 서울특별시 강남구 언주로 721                     |
| 국립고궁박물관         | 서울특별시 종로구 효자로 12                      |
| 국립민속박물관         | 서울특별시 종로구 삼청로 37 경복궁 내            |
| 국립중앙박물관         | 서울특별시 용산구 서빙고로 137                   |
| 국립어린이과학관       | 서울특별시 종로구 창경궁로 215                   |
| 국립현대미술관         | 서울특별시 종로구 삼청로 30                      |
| 국악박물관             | 서울특별시 서초구 남부순환로 2406                |
| 덕수궁미술관           | 서울특별시 중구 세종대로 9 덕수궁내              |
| 외교박물관             | 서울특별시 서초구 남부순환로 2558 외교안보연구원 |
| 체신기념관             | 서울특별시 종로구 우정국로 59                    |
| 한국은행화폐금융박물관 | 서울특별시 중구 남대문로 39                      |

## 공립박물관과 미술관
|                          | 주소                                                        |
| ------------------------ | ----------------------------------------------------------- |
| 서대문자연사박물관       | 서울특별시 서대문구 연희로32길 51                           |
| 서울공예박물관           | 서울특별시 종로구 율곡로3길 4                               |
| 서울교육사료관           | 서울특별시 종로구 북촌로5길 48                              |
| 서울시립미술관           | 서울특별시 중구 덕수궁길 61                                 |
| 서울시립미술관경희궁분관 | 서울특별시 중구 새문안로 55                                 |
| 서울시립미술관남서울분관 | 서울특별시 관악구 남부순환로 2080                           |
| 서울역사박물관           | 서울특별시 종로구 새문안로 55                               |
| 전쟁기념관               | 서울특별시 용산구 이태원로 29                               |
| 지구촌민속교육박물관     | 서울특별시 중구 소파로 46 서울특별시교육연구정보원 2층, 3층 |
| 허준박물관               | 서울특별시 강서구 허준로 87                                 |

## 사립박물관과 미술관
|                                | 주소                                                     |
| ------------------------------ | -------------------------------------------------------- |
| 가회박물관                     | 서울특별시 종로구 북촌로12길 17                          |
| 간송미술관                     | 서울특별시 성북구 성북로 102-11                          |
| 경운박물관                     | 서울특별시 강남구 삼성로 29 경기여고내                   |
| 계성죠히역사박물관             | 서울특별시 종로구 새문안로 82 세안빌딩                   |
| 금호미술관                     | 서울특별시 종로구 삼청로 18                              |
| 농업박물관                     | 서울특별시 중구 새문안로 16                              |
| 대림미술관                     | 서울특별시 종로구 자하문로4길 21                         |
| 도산안창호기념관               | 서울특별시 강남구 도산대로45길 18 도산공원 내            |
| 떡부엌살림박물관               | 서울특별시 종로구 돈화문로 71                            |
| 로댕갤러리                     | 서울특별시 중구 세종대로 55 삼성생명빌딩 1층             |
| 롯데월드민속박물관             | 서울특별시 송파구 올림픽로 240                           |
| 목인박물관                     | 서울특별시 종로구 인사동11길 16-3                        |
| 밀알미술관                     | 서울특별시 강남구 일원로 90                              |
| 백범기념관                     | 서울특별시 용산구 임정로 26                              |
| 별난물건롤링볼박물관           | 서울특별시 중구 정동길 3 경향신문사 건물 내              |
| 보나장신구박물관               | 서울특별시 종로구 인사동9길 9                            |
| 북촌미술관                     | 서울특별시 종로구 북촌로7길 4 청남문화원 1F              |
| 불교중앙박물관                 | 서울특별시 종로구 우정국로 57                            |
| 사비나미술관                   | 서울특별시 종로구 율곡로 49-4                            |
| 삼성미술관 Leeum               | 서울특별시 용산구 이태원로55길 60-16                     |
| 삼성어린이박물관               | 서울특별시 송파구 올림픽로35다길 32                      |
| 삼성출판박물관                 | 서울특별시 종로구 비봉길 2-2                             |
| 상원미술관                     | 서울특별시 종로구 평창31길 27                            |
| 샬트르성바오로수녀회역사박물관 | 서울특별시 중구 명동길 74-2                              |
| 생명과학박물관                 | 서울특별시 양천구 목동동로 206-1                         |
| 서울디자인박물관               | 서울특별시 종로구 원서동 9-4 한샘 DBEW 디자인 센터       |
| 서울올림픽기념관               | 서울특별시 송파구 올림픽로 424                           |
| 성곡미술관                     | 서울특별시 종로구 경희궁길 42                            |
| 성암고서박물관                 | 서울특별시 중구 세종대로21길 22                          |
| 세계 장신구 박물관             | 서울특별시 종로구 북촌로5나길 2                          |
| 소마미술관                     | 서울특별시 송파구 올림픽로 424                           |
| 송원아트센터                   | 서울특별시 종로구 윤보선길 75                            |
| 쇳대박물관                     | 서울특별시 종로구 이화장길 100                           |
| 쉼박물관                       | 서울특별시 종로구 세검정로 209-17                        |
| 신문박물관                     | 서울특별시 종로구 청계천로 1 동아미디어센터 3,4층        |
| 쌀박물관                       | 서울특별시 중구 통일로 120                               |
| 아트선재센터                   | 서울특별시 종로구 율곡로3길 87                           |
| 아트센터나비                   | 서울특별시 종로구 종로 26 SK본사빌딩 4층                 |
| 영인문학관                     | 서울특별시 종로구 평창30길 81                            |
| 예술의전당 서울서예박물관      | 서울특별시 서초구 남부순환로 2406                        |
| 예술의전당 한가람디자인미술관  | 서울특별시 서초구 남부순환로 2406                        |
| 예술의전당 한가람미술관        | 서울특별시 서초구 남부순환로 2406                        |
| 옹기민속박물관                 | 서울특별시 도봉구 삼양로 574-41                          |
| 우리은행 은행사박물관          | 서울특별시 중구 소공로 51                                |
| 운우판화미술관                 | 서울특별시 성북구 선잠로 12-11                           |
| 울트라건축박물관               | 서울특별시 양천구 중앙로 262 메디바이오플렉스 B1         |
| 월전미술관                     | 서울특별시 종로구 삼청로 83                              |
| 의학박물관                     | 서울특별시 종로구 대학로 101 서울대학교 병원내           |
| 이응노미술관                   | 서울특별시 종로구 평창20길 51                            |
| 일민미술관                     | 서울특별시 종로구 세종대로 152                           |
| 전기박물관                     | 서울특별시 서초구 효령로72길 60 한전아트센터 내          |
| 조흥금융박물관                 | 서울특별시 중구 세종대로 135-5                           |
| 종이미술박물관                 | 서울특별시 종로구 장충단로 166 종이나라빌딩 3층          |
| 짚풀생활사박물관               | 서울특별시 종로구 성균관로4길 45                         |
| 청암미술관                     | 서울특별시 광진구 광나루로30길 46                        |
| 초전섬유퀼트박물관             | 서울특별시 중구 퇴계로18길 66                            |
| 치우금속공예관                 | 서울특별시 서초구 중앙로 555                             |
| 코리아나화장박물관             | 서울특별시 강남구 언주로 827                             |
| 토탈미술관                     | 서울특별시 종로구 평창32길 8                             |
| 티벳박물관                     | 서울특별시 종로구 옥인길 69                              |
| 평강성서유물박물관             | 서울특별시 구로구 오류로8라길 44                         |
| 포스코미술관                   | 서울특별시 강남구 테헤란로 440 포스코센터 서관 2층       |
| 풀무원김치박물관               | 서울특별시 강남구 영동대로 513 코엑스몰 지하 2층         |
| 한국가구박물관                 | 서울특별시 성북구 대사관로 121                           |
| 한국불교미술박물관             | 서울특별시 종로구 창덕궁길 73                            |
| 한국미술박물관                 | 서울특별시 종로구 창덕궁길 73                            |
| 한국자수박물관                 | 서울특별시 강남구 논현로132길 34                         |
| 한국잡지박물관                 | 서울특별시 영등포구 여의대방로67길 11 잡지회관내 지하1층 |
| 한국카메라박물관               | 경기도 과천시 대공원광장로 8                             |
| 한국현대문학관                 | 서울특별시 중구 동호로 268                               |
| 한국현대의상박물관             | 서울특별시 중구 율곡로 241-2                             |
| 한미사진미술관                 | 서울특별시 송파구 위례성대로 14 한미타워 20층            |
| 한상수자수박물관               | 서울특별시 성북구 성북로 16길 4-10. 02.744.1545          |
| 한원미술관                     | 서울특별시 서초구 남부순환로 2423                        |
| 혜곡 최순우 기념관             | 서울특별시 성북구 성북로15길 9                           |
| 호림박물관                     | 서울특별시 관악구 남부순환로152길 53                     |
| 화정박물관                     | 서울특별시 종로구 평창8길 3                              |
| 환기미술관                     | 서울특별시 종로구 자하문로40길 63                        |

## 대학교 박물관과 미술관
| 건국대학교 박물관                 | 서울특별시 광진구 능동로 120           |
| 경희대학교 중앙박물관             | 서울특별시 동대문구 경희대로 23        |
| 경희대학교 자연사박물관           | 서울특별시 동대문구 경희대로 23        |
| 고려대학교 박물관                 | 서울특별시 성북구 안암로 145           |
| 국민대학교 박물관                 | 서울특별시 성북구 정릉로 77            |
| 덕성여자대학교 박물관             | 서울특별시 도봉구 삼양로144길 33       |
| 동국대학교 박물관                 | 서울특별시 중구 필동로1길 30           |
| 동덕여자대학교 박물관             | 서울특별시 성북구 화랑로13길 60        |
| 삼육대학교 박물관                 | 서울특별시 노원구 화랑로 815           |
| 상명대학교 박물관                 | 서울특별시 종로구 평창문화로 151       |
| 서강대학교 박물관                 | 서울특별시 마포구 백범로 35            |
| 서울대학교 박물관                 | 서울특별시 관악구 관악로 1             |
| 서울대학교 미술관                 | 서울특별시 관악구 관악로 1             |
| 서울시립대학교 박물관             | 서울특별시 동대문구 서울시립대로 163   |
| 서울여자대학교 박물관             | 서울특별시 노원구 화랑로 621           |
| 성균관대학교 박물관               | 서울특별시 종로구 성균관로 25-2        |
| 성신여자대학교 박물관             | 서울특별시 성북구 보문로34다길 2       |
| 세종대학교 박물관                 | 서울특별시 광진구 능동로 209           |
| 숙명여자대학교 박물관             | 서울특별시 용산구 청파로47길 100       |
| 숙명여자대학교 정영양자수박물관   | 서울특별시 용산구 청파로47길 100       |
| 숭실대학교 한국기독교박물관       | 서울특별시 동작구 상도로 369           |
| 연세대학교 박물관                 | 서울특별시 서대문구 연세로 50          |
| 연세대학교 의과대학동은의학박물관 | 서울특별시 서대문구 연세로 50          |
| 육군사관학교육군박물관            | 서울특별시 노원구 공릉동 사서함 77-1호 |
| 이화여자대학교 박물관             | 서울특별시 서대문구 이화여대길 52      |
| 이화여자대학교 자연사박물관       | 서울특별시 서대문구 이화여대길 52      |
| 장로회신학대학교 박물관           | 서울특별시 광진구 광장로5길 25-1       |
| 한양대학교 박물관                 | 서울특별시 성동구 마조로 22-2          |
| 홍익대학교 박물관                 | 서울특별시 마포구 와우산로 94          |

## 같이 보기
- 대한민국의 박물관과 미술관 목록
- 서울특별시의 마천루 목록
- 대한민국의 건축

## 참고 문헌
본 문서에는 서울특별시에서 지식공유 프로젝트를 통해 퍼블릭 도메인으로 공개한 저작물을 기초로 작성된 내용이 포함되어 있습니다.